# Tony Santos
Tony Santos (właściwie Iván Santos) (ur. 15 kwietnia 1981, Santa Cruz de Tenerife – Wyspy Kanaryjskie, Hiszpania) – hiszpański piosenkarz funk/R&B z Wysp Kanaryjskich.

## Życiorys
Stał się znany jako uczestnik II edycji programu telewizji hiszpańskiej „Operación Triunfo” (odpowiednik „Idola”). Studiował wtedy anglistykę na Universidad de La Laguna; śpiewał w chórze kościelnym oraz Chórze Akademickim na uniwersytecie. Jego debiutancki album („Alma negra”, pol. Czarna dusza), wydawny w 2003 r. w Hiszpanii sprzedano w ponad 250.000 egzemplarzy, a trzy pierwsze single z płyty (Actitud, Sigo mi camino i Un hombre así) znalazły się na 1. miejscu hiszpańskich list przebojów. Singiel „Un hombre así” sprzedał się w 200 tys. egzemplarzach. Drugi album pt. „Sexy” wydał w 2006 roku. Później brał udział w kampanii reklamowej firmy McDonald’s z piosenką „I’m Loving It”.

## Dyskografia
Albumy
- Alma negra (2003)
- Sexy (2006)